# Provincia de Bío-Bío (1875-1974)
La provincia de Bío-Bío (o provincia de Biobío) fue una de las divisiones administrativas de Chile existente hasta 1974.

## Historia
En la época colonial, este territorio fue llamado Isla de la Laja, por estar entre las cuencas del río Laja y río Biobío. Por ley del 13 de octubre de 1875, se crea la provincia de Bío-Bío, con capital en Los Ángeles, la nueva provincia de Arauco con capital en Lebu, y el territorio de colonización de Angol con capital en Angol, a partir de la antigua provincia de Arauco.
Los siguientes eran los departamentos y sus cabeceras:
| Departamento | Cabecera    |
| ------------ | ----------- |
| La Laja      | Los Ángeles |
| Mulchén      | Mulchén     |
| Nacimiento   | Nacimiento  |

Mediante DFL 8582 la Provincia de Bío-Bío modifica los límites departamentales y se suprime la antigua provincia de Malleco, incorporándose a la nueva provincia de Bío-Bío; y el DFL 8583, que modifica los límites y fija las nuevas comunas y subdelegaciones.
| Departamento | Cabecera    |
| ------------ | ----------- |
| La Laja      | Los Ángeles |
| Mulchén      | Mulchén     |
| Angol        | Angol       |

Posteriormente, en 1937, se restituyó la antigua provincia de Malleco y la provincia de Bío-Bío quedó con tres departamentos: 
| Departamento | Cabecera    |
| ------------ | ----------- |
| La Laja      | Los Ángeles |
| Mulchén      | Mulchén     |
| Nacimiento   | Nacimiento  |